# Rage of Honor
Rage of Honor là một bộ phim hành động võ thuật Mỹ do đạo diễn Gordon Hessler thực hiện, được phát hành vào năm 1987. Phim có sự tham gia của diễn viên võ thuật người Nhật Sho Kosugi. Phim kể về anh chàng cảnh sát tên Shiro Tanaka quyết tâm truy đuổi một tổ chức lớn chuyên buôn ma túy để trả thù cho người cộng sự thân thiết bị sát hại.

## Nội dung
Shiro Tanaka là một cảnh sát thuộc lực lượng chống ma túy, vừa thông minh lại vừa tinh thông võ nghệ, anh cùng với hai người bạn là Dick Coleman và Ray Jones từng phá nhiều vụ án phức tạp ở thành phố Phoenix, Arizona. Một lần nọ, Jones tìm được kho chứa hàng của một tổ chức buôn ma túy nên bị tên trùm độc ác Havlock tra tấn đến chết. Khi chứng kiến cái chết của Jones, Shiro thề sẽ truy lùng và giết chết Havlock để trả thù cho cộng sự.
Vài ngày sau, Shiro và cô bạn gái Jennifer Lane đến Argentina để gặp Coleman. Coleman thông báo một tin quan trọng là anh ta đã có được một cái đĩa làm bằng chứng buộc tội tổ chức của Havlock. Shiro biết rằng nếu Coleman giữ cái đĩa trong tay thì sẽ bị bọn tội phạm tìm cách thủ tiêu, anh bảo Coleman đem cái đĩa về Mỹ và cho Jennifer về Mỹ cùng với Coleman. Tối hôm đó, Shiro đã lẻn vào một kho chứa hàng của Havlock nhằm mục đích tìm hắn, anh tiêu diệt hết bọn thuộc hạ nhưng không tìm thấy tên trùm. Cảnh sát đến nơi và bắt Shiro về đồn. Havlock đã cử hai tên sát thủ ninja lẻn vào đồn cảnh sát để thủ tiêu một tên đồng bọn, Shiro sau đó ra tay giết chết hai tên sát thủ này.
Sáng hôm sau, Shiro được ông sếp Bob Sterling bảo lãnh, ông ta cho anh biết rằng chiếc máy bay của Coleman và Jennifer chưa về đến Mỹ mà đã bị rơi xuống một khu rừng, hai người đó vẫn còn sống và đang bị nhiều thuộc hạ của Havlock truy đuổi. Shiro được người của Sterling đưa đến khu rừng để anh đi tìm Coleman và Jennifer. Shiro phải đối đầu với cả bộ lạc thổ dân da đỏ hung dữ và bọn thuộc hạ của Havlock. Sau khi bọn thuộc hạ bị tiêu diệt, Shiro và Havlock đánh nhau quyết liệt, và dòng suối chảy xiết khiến Havlock bị cuốn trôi đi. Shiro lấy lại cái đĩa bằng chứng và cứu được Jennifer, còn Coleman thì đã bị Havlock giết chết trước đó.
Shiro và Jennifer thấy một chiếc trực thăng bay đến, họ cứ tưởng là người của Sterling nhưng thực ra đó là một nhóm sát thủ chuyên nghiệp võ nghệ cao cường. Chúng được đồng bọn của Havlock cử đến để giết Shiro và Jennifer, nhưng Shiro đã nhanh chóng giết hết chúng. Shiro và Jennifer dùng chiếc trực thăng của bọn sát thủ đến một nhà máy bị bỏ hoang. Sau trận đấu súng gây cấn với bọn côn đồ, Shiro nhìn thấy xác chết của Sterling. Hung thủ giết Sterling chính là một số đồng bọn của Havlock, có cả những tên đặc vụ tham nhũng, chúng xuất hiện và buộc Shiro giao nộp cái đĩa. Shiro tức giận dùng phi tiêu giết hết bọn tội phạm, anh bất ngờ phát hiện ra Havlock vẫn còn sống và cầm kiếm Nhật giao chiến với tên trùm ma túy. Trong lúc đánh nhau, Havlock đã bị thanh kiếm đâm vào ngực, hắn rơi xuống sông và chết mất xác. Shiro đã trả thù thành công, anh cùng với Jennifer về Mỹ.

## Diễn viên
- Sho Kosugi vai Shiro Tanaka
- Lewis Van Bergen vai Havlock
- Robin Evans vai Jennifer Lane
- Gerry Gibson vai Dick Coleman
- Richard Wiley vai Ray Jones
- Theodore McNabney vai Bob Sterling
- Ulises Dumont vai Harry
- Martín Coria vai Jorge
- Armando Capo vai Juan
- Ned Kovas vai Thuộc hạ của Havlock
- Lilian Rinar vai Bạn gái của Havlock
- Masafumi Sakanashi vai Tên ninja
- Kiyatsu Shimoyama vai Tên ninja
- Hugo Halbrich vai Tên sát thủ trên máy bay
- Alejo Apsega vai Tên sát thủ trong khách sạn
- Ezequiel Ezquenazi vai Tên sát thủ trong khách sạn